# Lophuromys dieterleni
Lophuromys dieterleni — вид гризунів родини мишевих. Це ендемік гори Оку, Камерун. Його природне середовище існування — гірські ліси на висоті понад 2000 метрів.